# Yuria Obara
Yuria Obara (小原 由梨愛, Obara Yuria), née le 4 septembre 1990, est une joueuse internationale de football japonaise.

## Biographie
Le 18 mai 2014, elle fait ses débuts avec l'équipe nationale japonaise lors de la Coupe d'Asie 2014, contre l'équipe de Jordanie.

## Statistiques
Le tableau ci-dessous présente les statistiques de Yuria Obara en équipe nationale
| Équipe du Japon | Équipe du Japon | Équipe du Japon |
| Année           | Matchs          | Buts            |
| --------------- | --------------- | --------------- |
| 2014            | 1               | 0               |
| Total           | 1               | 0               |

## Palmarès
- Vainqueur de la Coupe d'Asie 2014